# تانا فرنتش
تانا فرنتش (بالإنجليزية: Tana French)‏ (10 مايو 1973، برلينغتون في الولايات المتحدة)؛ كاتِبة، ممثلة وروائية إيطالية-أمريكية. درست في كلية الثالوث.

## روابط خارجية
- تانا فرنتش على موقع IMDb (الإنجليزية)
- تانا فرنتش على موقع ميوزك برينز (الإنجليزية)